# Maija-Liisa Komulainen

Maija-Liisa Komulainen, 1960

Maija-Liisa Komulainen (* 29. Januar 1922 in Kajaani, Finnland) ist eine finnische Innenarchitektin und Industriedesignerin.

## Leben
Maija-Liisa Komulainen graduierte 1949 vom Institut für Handwerk und Design in Helsinki. Von 1950 bis 1967 war sie in Helsinki tätig. Bei den Internationalen Erfinderwettbewerben in Paris 1954 und in Brüssel 1955 gewann sie für ihre Exponate jeweils eine Silbermedaille. 1967 eröffnete sie das Estudio de Interiores, Maija-Liisa Komulainen & Li Helo, Francisco Gourie in Las Palmas de Gran Canaria. Sie war Mitglied im finnischen Verband der Innenarchitekten SIO sowie im finnischen Designerverband ORNAMO, beide in Helsinki ansässig.

## Werk
In den späten 1950er Jahren möbelierte Komulainen im Auftrag der Komponistin Sylvi Kekkonen (Ehefrau des finnischen Staatspräsidenten Urho Kekkonen von 1956 bis 1981) Tamminiemi, den ehemaligen Wohnsitz der finnischen Präsidenten in Helsinki.
Sie entwarf unter anderem Sitzmöbel wie Stühle aus Holz, Korb oder Metall sowie Sessel im Lounge-Chair-Stil.
Zu ihren bekanntesten Kreationen gehören Leuchtobjekte wie ihre an Orgelpfeifen erinnernden Wandleuchten Fuga aus Aluminium mit mehreren verdeckten Lichtquellen, die sie um 1970 für den niederländischen Hersteller von Leuchten Raak in Amsterdam entwarf. Die Firma stellte eine große Zahl dieser Leuchten her, die mit ihrem warmen indirekten Licht vielfach in öffentlichen Gebäuden Anwendung fanden. Auch die wie Pilze anmutende metallene Standleuchte Chantarelle aus meist kupferfarben eloxiertem Aluminium verdankte Komulainen um die gleiche Zeit ihre Formgestaltung und wurde ebenso von Raak umgesetzt.